# 王迺斌

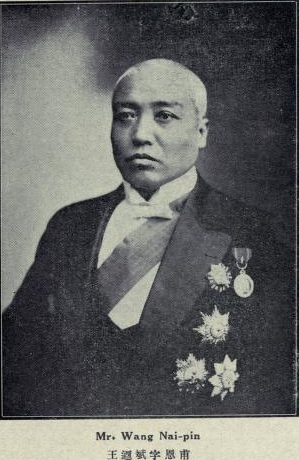

王迺斌（1870年—1946），字恩溥，奉天省奉天府新民厅人。中华民国政治人物。

## 生平
清末他中秀才。他曾历任東三省总督衙門文案、鴉片税徴收局局長、直隷省热河道（1912-?，1913年1月改称道尹，1914划入热河特别行政区）、直隷省承德府知府、奉天省朝陽府知府。
中華民国成立後的1916年（民国5年），他成为奉系的張作霖的幕僚，历任奉天全省清郷督办、奉天省署高等顧問。1918年（民国7年），他应北京政府中央召唤，任大总統徐世昌手下的大总統府顧問。
1920年（民国9年），他任经界局副总裁。同年8月，他任第二次靳雲鵬内閣署理農商总長。翌年5月，他正式就任農商总長，后来在第三次靳雲鵬內閣、梁士詒内閣仍任此职。1921年（民国10年）12月，他辞任。翌年，他任中東铁路（東清铁路）督办。1924年（民国13年）10月，第二次直奉战争後的黄郛摄政内閣，王迺斌再任農商总長。翌月内閣倒台，王辞任。
以後他寓居北京，殁年不明。